# Gottfried von Boenigk
Karl Heinrich Gottfried Freiherr von Boenigk (* 7. Oktober 1797 in Neuruppin; † 14. Juni 1860 in Halle (Saale)) war ein preußischer Generalmajor.

## Leben

### Herkunft
Gottfried war ein Sohn des preußischen Oberstleutnants Georg Ferdinand von Boenigk (1755–1832) und dessen Ehefrau Johanna Wilhelmine, geborene Bandt († 1835), Tochter des Predigers von Nauen.

### Leben
Gottfried von Boenigk besuchte die Kadettenhäuser in Potsdam und Berlin. Am 31. Mai 1813 wurde er als Portepeefähnrich im I. Reserve-Bataillon des Colbergschen Infanterie-Regiments der Preußischen Armee angestellt und Ende Dezember 1813 als Sekondeleutnant in das 9. Reserve-Infanterie-Regiment versetzt. Während der Befreiungskriege befand er sich bei den Belagerungen von Wittenberg, Stettin, Soissons, Philippeville, Givet sowie Montmedy. Boenigk kämpfte bei Dennewitz, Leipzig, Laon, Antwerpen sowie 1813 beim Sturm auf Arnheim und am 15. September 1815 bei der Eroberung von Médy-Bas.
Nach dem Krieg avancierte Boenigk bis Ende August 1831 zum Hauptmann und Kompaniechef. Er kam am 30. März 1837 in das 26. Infanterie-Regiment, sein Patent wurde außerdem auf den 10. März 1830 rückdatiert. Boenigk stieg am 28. März 1841 zum Major auf und kam als Kommandeur des II. Bataillons in das 27. Landwehr-Infanterie-Regiment. Am 27. März 1847 folgte seine Ernennung zum Bataillonskommandeur im 32. Infanterie-Regiment, wo er am 19. November 1849 zum Oberstleutnant befördert wurde. Kurz danach am 22. November 1849 wurde er in das 4. Infanterie-Regiment versetzt. Von dort kam er am 24. Oktober 1850 als Kommandeur in das 28. Infanterie-Regiment und wurde am 19. April 1851 Oberst. Er erhielt am 2. April 1855 seinen Abschied mit Regimentsuniform und Pension, außerdem erhielt Boenigk am 29. Dezember 1855 den Charakter als Generalmajor. Er wurde noch am 5. Januar 1858 mit seiner Pension zur Disposition gestellt, bevor er am 14. Juni 1860 in Halle (Saale) starb.

### Familie
Boenigk heiratete am 18. September 1836 in Kolberg Sophie Juliane Ernestine von Kamptz (1804–1882), Tochter des Generals August Ernst von Kamptz. Das Paar hatte eine Tochter Johanna (* 12. Oktober 1841). Diese heiratete am 15. Oktober 1868 den Oberst Friedrich Wilhelm August Eduard Theodor Nicolai.